# Eoptychoptera britannica
Eoptychoptera britannica is een uitgestorven muggensoort uit de familie van de glansmuggen (Ptychopteridae). De wetenschappelijke naam van de soort werd voor het eerst geldig gepubliceerd in 2001 door Lukashevich et al..